# ナガコガネグモ
ナガコガネグモ（長黄金蜘蛛、学名: Argiope bruennichi）は、コガネグモ科のクモ。
和名は、コガネグモに比べて体が細長いことから。

## 特徴
雌成虫の体長は20-25mm。胸部背面は黄色みを帯び、白い毛が密生する。腹部は楕円形で、前は平たく、後ろは少しとがる。背面には黄色っぽく、それに細い褐色の横縞がまばらに多数はいる。所々の線の間が白くなることもある。歩脚は灰褐色で、とげがまばらにある。
雄成虫は体長6-12mm、全体に雌成虫と形が似ているが、斑紋がはっきりしない。

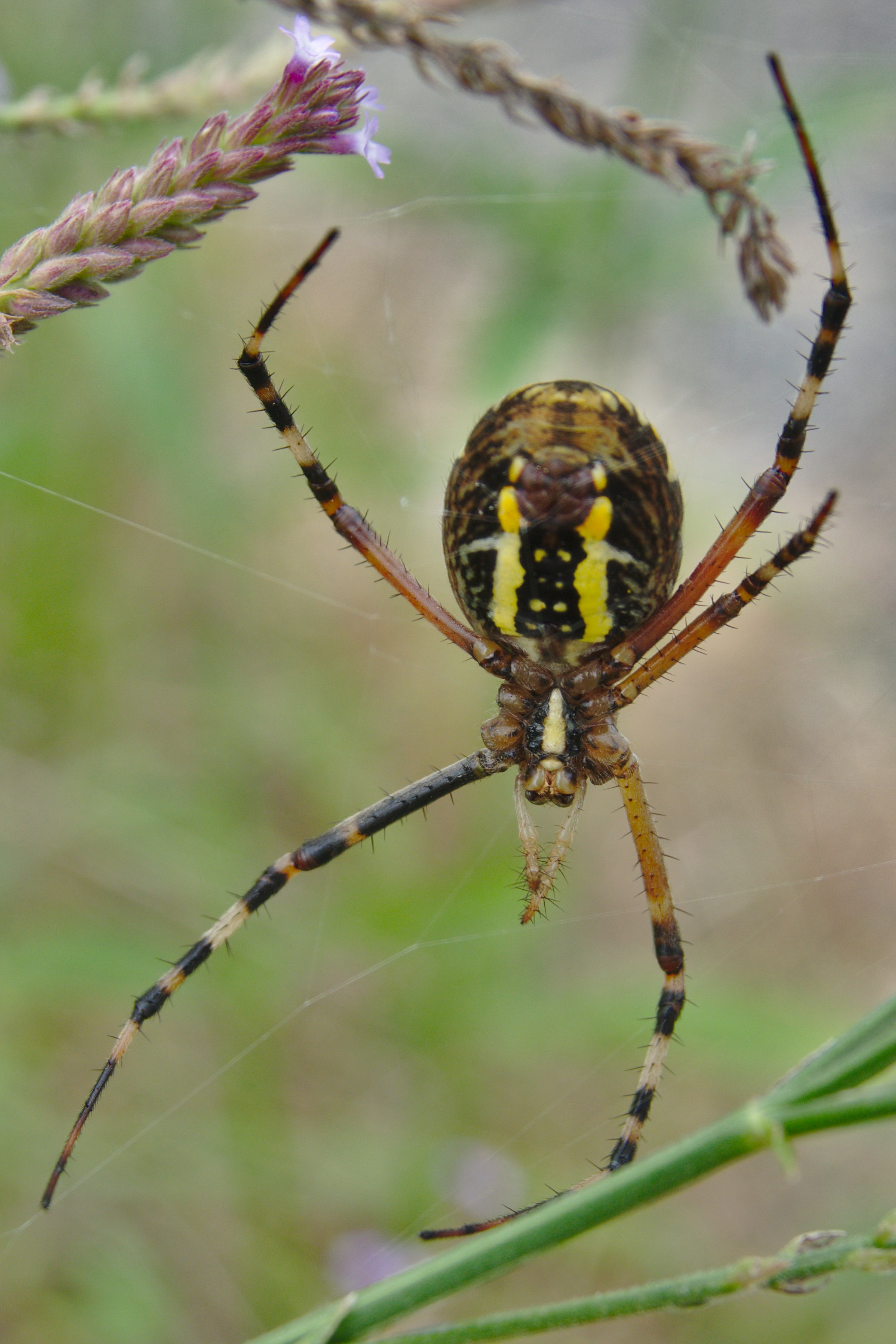
メスの腹面
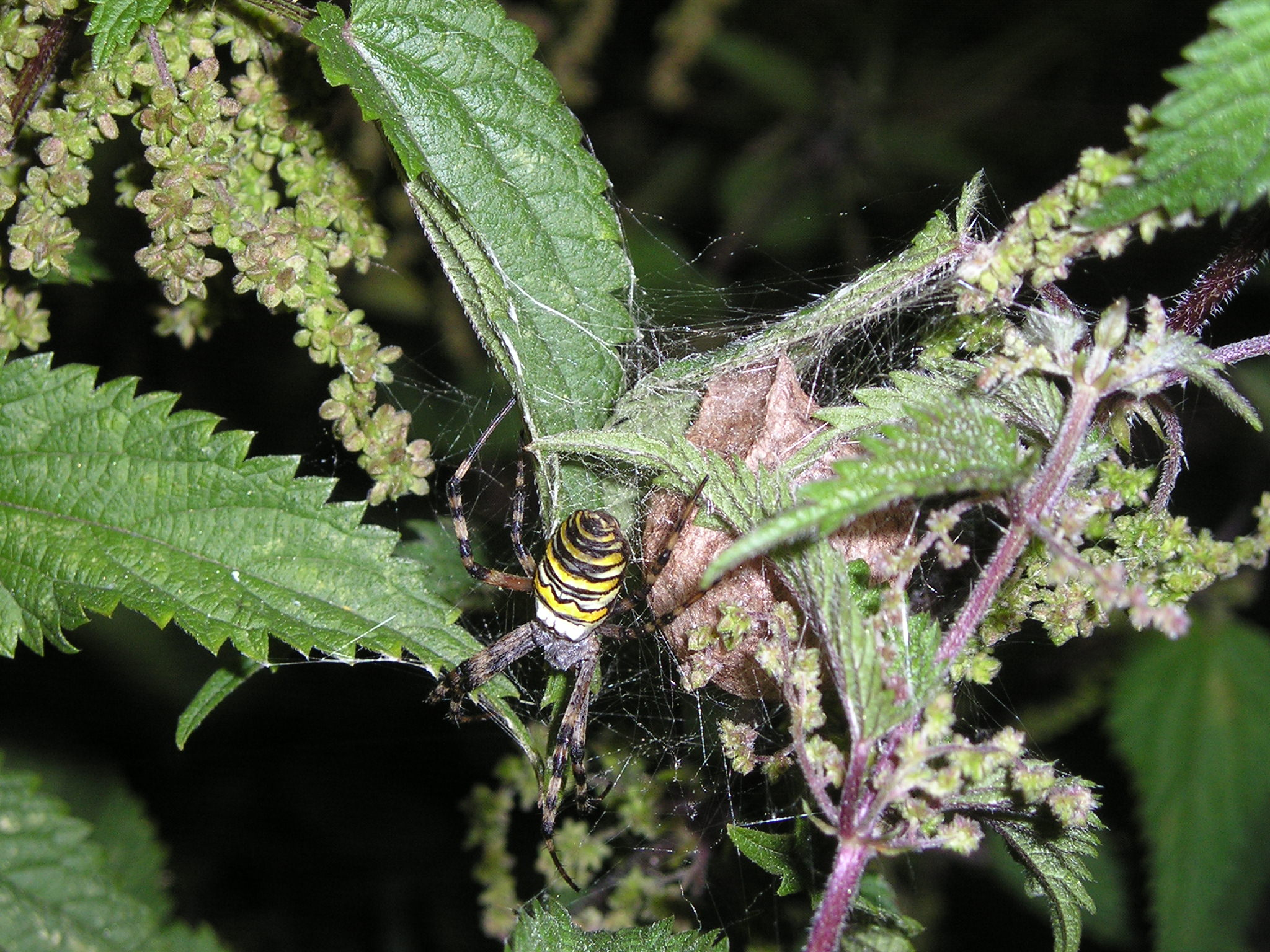
卵のうを守るメス
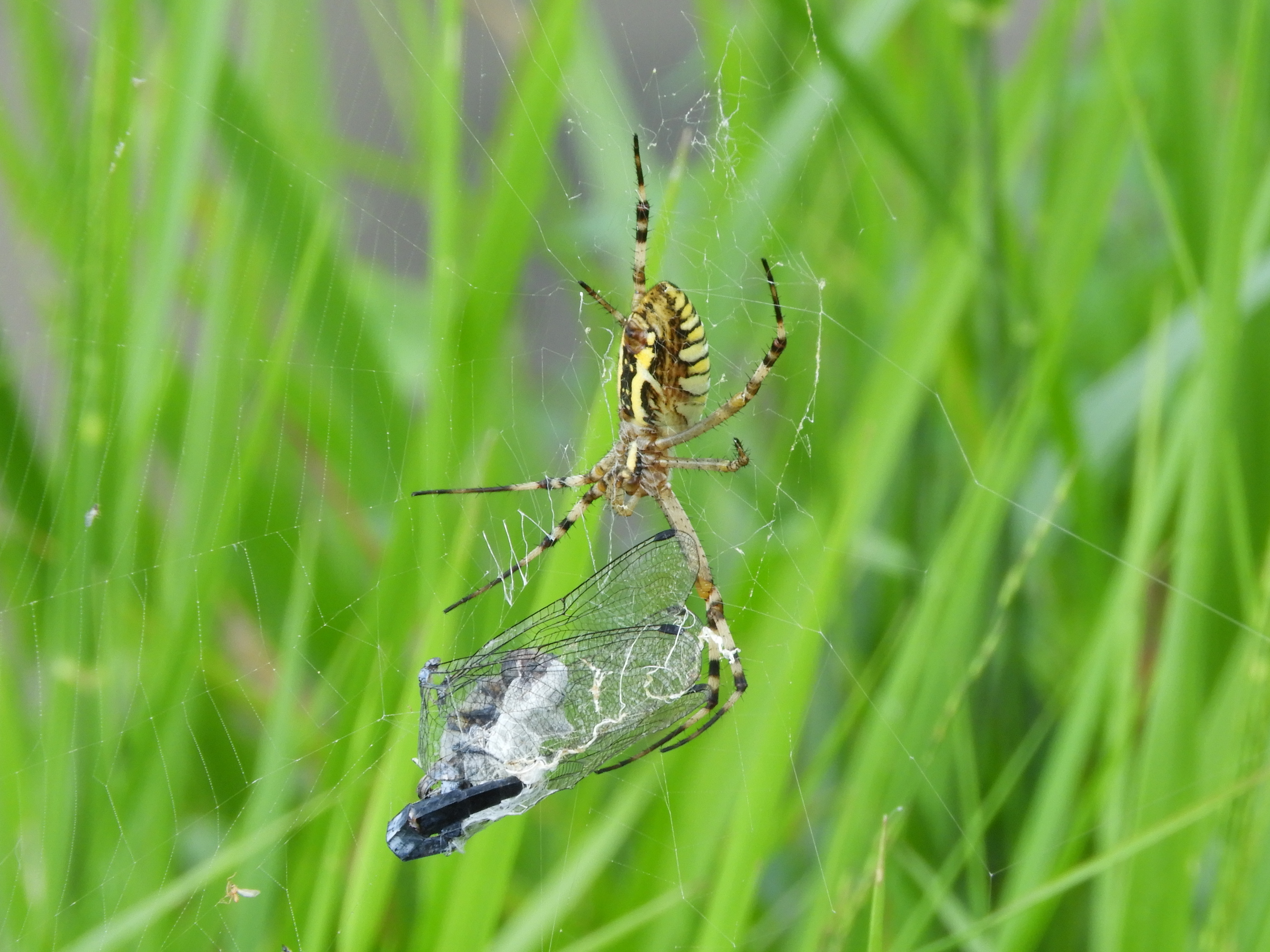
シオカラトンボを捕らえたメス

## 分布
北海道から南西諸島（沖縄島まで）に広く分布する。世界的には旧北区に広く分布し、ヨーロッパでも普通にみられる。

## 生活史
年一化性。成虫は8月以降にみられ、地域によっては11月までみられる。
卵は卵嚢内で秋のうちに孵化し、そのまま越冬して、翌春に一回目の脱皮をした後に分散する。

## 習性
人家周辺から山麓までに生息し、明るい草原に多く、水田にも頻出する。あまり高くないところに中型の垂直円網を作る。クモは常に網の中央に頭を下に陣取る。隠れ帯をつけることが多い。他のコガネグモ類は足を伸ばす方向に沿ってX字状につけることが多いが、本種ではその形につけることは少ない。幼生ではジグザグに糸を張った馬蹄形が多く、亜成体では縦長の菱形となり、成体では縦に伸びたジグザグのリボン状が普通である。
刺激を受けると、網を強く揺さぶる行動をとる。
産卵は大きな卵嚢を形成する。雌は草の間に不規則網状の足場を作り、直径2-3cmにもなる西洋なし型、坪状の卵嚢をつける。上面はくぼんで壺の口を形成するが、その内側には丈夫な幕があり、内部は閉ざされている。壺内部には、クッションのような綿状の糸に包まれて、900個ほどの卵がまとめられている。

### 卵嚢について
コガネグモなど、同属の他の種では、より扁平な卵嚢を形成する例が多い。それらでは不規則な多角形のシート2枚の間に卵が納められる。産卵の際は、まず片面の膜を糸で作り、その上に産卵して、それを覆うもう一枚の膜を作るようにする。その点、この種の卵嚢は一見では異質である。
しかし、その産卵の過程をみると、雌グモはまず、壺の蓋に当たる幕を糸で形成し、その下面に腹部を押しつけ、産卵を行い、このようにして糸の幕にぶら下がったようになった卵塊に、下から糸を巻き付けることでクッションを作り、最後にそれを壺の壁に当たる膜で覆う。つまり、下側の幕が壺状に大きくふくらんではいるが、やはり2枚の幕に挟まれた形をなし、基本的には同じ構造といえる。

## ファーブルの観察について
『昆虫記』で知られるファーブルは、その中でクモについてもいくつかの記録を残しているが、その中に本種に関するものがある。しかし、その内容に問題が多いことが以前から知られている。
特に目立つのが卵嚢に関するもので、彼はその作成過程を記録しているのだが、これが実際のものと大きく異なる。彼は雌がまず袋を作り、次にその袋の中に卵を流し込み、最後にその上に蓋をするというふうに書いており、これは上記のような実際の作成過程のほぼ逆である。
これについてはフランスのボネーが1925年にすでに指摘しており、日本では千国が上記の観察記録の中で問題にしている。ボネーはさらに卵嚢作成時間、産卵後の行動にも触れた上で、ファーブルは不十分な観察に想像を加えたために間違ったと記している。

## 利害
人里に見られる普通種であり、大柄で目立つので広く知られてはいるが、明確な利害はない。水田によく出現するので、水田の農業害虫に対する天敵としてはそれなりに活躍する。高知県では「稲牛若」の名で親しまれている。それ以外に大きなものは特にない。コガネグモはクモ合戦に使われるが、ナガコガネグモは攻撃的でなく、使ってもおもしろくないとのこと。斎藤慎一郎のアンケート調査では、東北地方に少なくとも7例のナガコガネグモ相撲（合戦、昆虫相撲）が確認されている。

## 類似種
日本のコガネグモ属のものは、その多くがより幅広い腹部に幅の広い黒い横帯を持ち、この種だけが見かけでは大きく異なる。ただ、日本では南西諸島にナガマルコガネグモがおり、この種は形はコガネグモなどに似るが、斑紋はナガコガネグモによく似ており、両者の中間を感じさせる外見となっている。